# Бима (язык)
Бима (индон. Bahasa Bima) — один из австронезийских языков, распространён на юге Сумбавы.
По данным Ethnologue, количество носителей данного языка составляло 500 тыс. чел. в 1989 году.
На данном языке говорят в провинции Западные Малые Зондские острова — в первую очередь на острове Сумбава, а также на островах Сангинг и Банта.

## Диалекты
Выделяют следующие диалекты: бима, коло, мбоджо, сангар, толовери.